# Mary McAuliffe
Mary McAuliffe es una investigadora e historiadora irlandesa, especializada en la historia de las mujeres en la Revolución Irlandesa (1916-1923). Es profesora y directora de Estudios de Género en el University College Dublin. 

## Trayectoria

### Primeros años y la educación
Creció en la zona rural de Irlanda, al norte del condado de Kerry, en los años 1970. Su madre era maestra de escuela primaria y su padre manejó un pub y una compañía de construcción y también tuvo una granja. Tiene una hermana, que se llama Brigid. Ella cita su infancia rodeada de antiguos castillos y abadías, y las historias del pasado que le contaba su madre, como principales influencias de su gran interés por la historia y, en particular, como la historia influye en nuestro futuro y nuestro presente.
Asistió al Trinity College de Dublín en los años 1980. Estudió historia de Irlanda medieval e historia de la arquitectura para su licenciatura. Recibió la licenciatura, el grado de maestría y el grado de doctorado en la Escuela de Historia y Humanidades de la Universidad de Trinity College de Dublín.

### Trayectoria de la carrera en el Colegio Universitario de Dublín
Aparte de sus nombramientos en el Colegio Universitario de Dublín, McAuliffe también es miembro del Instituto de las Humanidades del Colegio Universitario de Dublín y está en el comité ejecutivo del Centro de Género, Feminismo y Sexualidades del Colegio Universitario de Dublín. En la actualidad enseña los módulos de “Gender, Power and Politics” (Género, Poder y Política), “Gender, War and Violence” (Género, Guerra y Violencia), “Exploring Gender” (Explorando Género) Además es coprofesora del módulo de la “Feminist and Egalitarian Research” (Investigación Feminista y Egualitaria) del Centro de Género, Feminismo y Sexualidades en el Colegio Universitario de Dublín.

### Trabajo de consultoría
Trabajó como consultora y contribuidora en el ámbito de la historia social y el patrimonio, sobre todo con respecto a la Década de Centenarios en curso en Irlanda, que se toma lugar entre 2013-2023. A través de este trabajo, ha contribuido en la elaboración de  documentales, programas de radio y televisión, noticias.
Fue consultora histórica en el documental de televisión, “Cumann na mBan 100”, financiado por la Autoridad de Radiodifusión de Irlanda (Broadcasting Association of Ireland (BAI)) y coproducido por Genefile. Se transmitió en febrero de 2015 en la estación de televisión irlandesa, TG4. El documental celebra el centenario de la fundación de la Cumann na mBan, una organización nacionalista para las mujeres irlandesas.
Fue consultora y contribuidora del documental de televisión “No Country for Women”, para la estación de televisión irlandesa, RTÉ One, que se transmitió el 19 de junio de 2019. El documental trata de la historia de las mujeres en Irlanda, cuyas vidas coincidieron con la legislación discriminatoria. Explora el legado a largo plazo de un siglo de control gubernamental, legal y religioso sobre las vidas de mujeres irlandesas.
Contribuyó en el documental de radio, “Women of the Revolution'', que era parte de la serie “Irish War of Independence”, del programa “The History Show” para la emisora de radio irlandesa, RTÉ Radio One. El documental se transmitió el 13 de octubre de 2019. McAuliffe discutió la experiencia de las mujeres durante la Guerra de Independencia de Irlanda con el anfitrión Myles Dungan y los otros invitados: Marie Coleman, Tomás Mac Conamara, Ailbhe Roger y Lindie Naughton.
Fue consultora y contribuidora del documental pionero de Forefront Productions para TG4 y RTÉ, “The War on Women / Cogadh ar Mhná”, que se transmitió el 23 de septiembre de 2020. Este documental revela el mito de que la violencia sexual contra las mujeres no formaba parte la Revolución Irlandesa. Además cuenta las historias de algunas de las mujeres que la sufrieron en sus propias palabras por primera vez.
Contribuyó en el documental de radio premiado “In Shame, Love, In Shame” del programa, “Doc on One”, RTÉ Radio One, que se transmitió el 30 de octubre de 2020. Este documental trata del acto de desafío por la gente local contra la iglesia parroquial en Listowel, en el condado de Kerry en Irlanda. Además, explora la historia de Peggy McCarthy cuyo maltrato después de su muerte por el clero local provocó este acontecimiento y sirvió de inspiración de la canción “Shame, Love, In Shame” por Séan McCarthy, de la que viene el título del documental.
Contribuyó con Liz Gillis en el podcast número 76 del “The Irish History Show”, que se llama “Irish Revolutionary Women”, y que fue subido el 15 de febrero de 2021. El podcast trata de las organizaciones políticas radicales de mujeres en Irlanda antes de la Segunda Guerra Mundial. Aparte, también del papel de las mujeres durante el levantamiento de 1916, la Guerra de Independencia de Irlanda y los derechos de las mujeres en el nuevo Estado Libre Irlandés.

### Actividades de divulgación
McAuliffe ha participado en una serie de proyectos públicos relacionados con la historia irlandesa: como en los proyectos relacionados con el centenario del levantamiento de 1916 en Irlanda. Estos incluyen las exhibiciones del levantamiento de 1916 y el proyecto de la cocha conmemorativa en la Barraca de Richmond (Richmond Barracks) en Dublín. Asimismo la exhibición del centenario del levantamiento de 1916 del Real Colegio de Cirujanos de Irlanda (Royal College of Surgeons).
También se ha involucrado en otros proyectos paralelos: como la introducción a los módulos de la historia de mujeres irlandesas en el programa de Divulgación de Estudios sobre la Mujer (Women’s Studies Outreach Programme) del Colegio Universitario de Dublín. También es voluntaria en el Proyecto de la Historia del Pueblo de Stoneybatter y Smithfield en Dublín. Asimismo, contribuyó a la campaña para nombrar el Puente de Rosie Hackett en 2011.
En cuanto a su activismo, McAuliffe subraya la necesidad de una igualdad en derechos para la mujer de la sociedad irlandesa. En la búsqueda de este objetivo, es activista con Manel Watch Ireland (@ManelWatchIre), un colectivo de mujeres académicas irlandesas que hacen campaña contra la continua falta de la igualdad de género en el mundo académico, las artes, la cultura, los medios de comunicación y la sociedad irlandesa en general.

### Líneas de investigación
Sus enfoques de investigación son muy amplios. En cuanto a sus estudios sobre la historia irlandesa, McAuliffe se enfoca en el impacto de la memoria de guerra, violencia y resistencia al poder colonial y patriarcal del periodo moderno temprano, la historia política y social en los siglos XIX y XX, la política y la sociedad en el Estado Libre Irlandés, la política y el activismo en Irlanda moderna y la historia del condado de Kerry. Asimismo, con relación al tema de las mujeres dentro de la historia irlandesa, la investigación de McAuliffe se centra en las cuestiones de la violencia de género y sexual contra mujeres durante la Guerra de Independencia y la Guerra Civil en Irlanda y el feminismo y las mujeres en el periodo revolucionario (1912-1923) en Irlanda. Además, con respecto a sus enfoques de investigación más generales, investiga los temas de la violencia de género y sexual en tiempos de guerra, la historia queer, la historia de las sexualidades, el feminismo, los estudios de memoria y las historias radicales.

### La membresía de los comités y consejos asesores
- Fue miembro del Consejo Asesor de los Archivos Nacionales de Irlanda (National Archives of Ireland Advisory Council) de 2012 a 2017.[1]
- Es miembro del comité de la Década de Centenarios del Museo Nacional de Irlanda (National Museum of Ireland Decade of Centenaries Committee).[2]
- Es miembro del Comité Asesor de la Exhibición de 1916 del Museo Nacional de Irlanda (National Museum of Ireland 1916 Exhibition Advisory Committee).[2]
- Es miembro del comité de la Asociación de la Historia de las Mujeres de Irlanda (Women’s History Association of Ireland Committee).[2]
- Es miembro y tesorera del comité y también miembro del consejo asesor de la Asociación Irlandesa de los Historiadores Profesionales (Irish Association of Professional Historians Committee and Advisory Council).[1][2][22]
- Es miembro del comité de conmemoración de la Unión de las Trabajadoras Irlandesas (Irish Women Workers Union (IWWU) Commemoration Committee).[2][23]
- Es miembro de la Red de la Historia de Desviación (Deviance History Network).[2]
- Es miembro de la Red de la Historia Oral de Irlanda (Oral History Network of Ireland (OHNI)).[2]
- Es miembro de la Red de la Historia de las Mujeres (Women’s History Network).[2]
- Es miembro de la Sociedad Real de Anticuarios (Royal Society of Antiquarians).[2]
- Es miembro de la Sociedad de Arquitectura e Historia de Kerry (Kerry Archaeological and Historical Society).[2]
- Es miembro del Instituto de las Humanidades en el Colegio Universitario de Dublín (UCD Humanities Institute).[1]

### Participación en congresos y mesas redondas
Una parte importante del trabajo de McAuliffe ha sido organizar y participar en conferencias y paneles sobre temas históricos importantes. Ha presentado ponencias en veintitrés conferencias. Muchas de ellas centradas principalmente en el papel de Cumann na mBan en la guerra de Independencia irlandesa.
Coordinó la conferencia de conmemoración del centenario de la fundación de la Cumann na mBan en asociación con el Departamento de Artes, Patrimonio y Gaeltacht y la Asociación de la Historia de las Mujeres de Irlanda (WHAI). Esta conferencia tuvo lugar el 2 de abril de 2014.
En 2017, fue coorganizadora de la conferencia, “Interrogating Markievicz @ Richmond Barracks; Gender, class and activism; 1918-2018”. En 2018, contribuyó en los proyectos de conmemoración del centenario del derecho al sufragio de las mujeres en Irlanda.
En marzo de 2021, coorganizó y participó en la conferencia anual de la Asociación de la Historia de las Mujeres (Women’s History Association of Ireland (WHAI)). Lo hizo junto a la Dr Fionnuala Walsh, una profesora de historia del Colegio Universitario de Dublín. La conferencia fue titulada “Besieged Bodies: Gendered violence, sexualities and motherhood” y tuvo lugar en línea del 5 al 26 de marzo de 2021. Esta conferencia incluyó investigaciones de más de cincuenta académicos de Irlanda y del extranjero en los ámbitos de la historia de las mujeres y la historia del género.

## Premios y distinciones

### Premios y distinciones
- Cuando era estudiante en la Universidad de Trinity College de Dublín, recibió dos premios: el Reid Sizarship, un premio de acceso a la licenciatura de la Universidad de Trinity College de Dublín y el Fondo Grace Lawless Lee para la investigación de doctorado y ayuda para viajes de la Universidad de Trinity College de Dublín.[2]
- Fue Presidenta de la Asociación de la Historia de las Mujeres de Irlanda (Women's History Association of Ireland (WHAI)) de 2011 a 2014.[2]
- Fue galardonada como Consultora Histórica y colaboradora en el Documental ganador del Premio IFTA en 2015.[2]
- Se le concedió una plaza en la Fundación Nacional de LGBT (National LGBT Foundation) en Irlanda.[30]

### Financiación
- En 2011, recibió £8.000 de la Fundación Comunitaria de Irlanda del Norte: Fondo VOICES.[2]
- En 2012, recibió £11.500 de la UK Feminist Review Trust.[2]
- En 2013, recibió €1.450 de la Financiación Inicial del Colegio Universitario de Dublín (UCD Seed Funding).[2]
- En 2014, el Departamento de Artes, Patrimonio y Gaeltacht le concedió €7,000 para la investigación.[2]
- En 2014, recibió €100.000 de la Autoridad de Radiodifusión de Irlanda (Broadcasting Association of Ireland (BAI)) para un documental de una hora sobre Cumann na mBan en el que fue consultora histórica y colaboradora.[2]
- En 2015, ganó el premio del Ayuntamiento de Dublín a la Década de los Centenarios para el proyecto de las setenta y siete mujeres del “Easter Rising” en el Cuartel de Richmond. Recibió €6.000 como parte de este premio.[2]
- En 2017, recibió financiación inicial del Colegio Universitario de Dublín para un seminario/conferencia sobre género y ciudadanía.[2][31]
- En 2018, recibió financiación inicial del Colegio Universitario de Dublín para la primera conferencia anual del CFGS.[2][31]

## Obras

### Libros selecciones
- Fifty years a Growing; the History of the Kerry Association in Dublin (Blackwater press, 2001)[32]
- Senator Kathleen A. Browne, 1876-1943: Patriot. Politician and Practical Farmer (Roscrea Publication, 2008)[33]
- “Rosie”: Essays in Honour of Rosanna “Rosie” Hackett (1893-1976) Revolutionary and Trade Unionist (Syracuse University Press, 2015)[34]
- We were there: Seventy-seven Women of the Easter Rising, 1916 (Four Courts Press, 2016)[35]
- Surgeons and Insurgents: The Royal College of Surgeons and 1916 (RCSI, 2016)[36]
- Kerry, 1916: Histories and Legacies of the Easter Rising. A Centenary Record (Irish Historical Publications, 2016)[37]
- Margaret Skinnider (UCD Press, 2020)[38]
- Legacies of the Magdalen Laundries: Commemoration, gender, and the postcolonial carceral state (2021)[39]

### Libros coeditados
- Histories of Sexualities Volume I. (Newcastle: Cambridge Scholars Publishing, 2008)[40]
- Histories of Sexualities Volume II. (Newcastle: Cambridge Scholars Publishing, 2009)[41]
- Palgrave Advances in Irish History (London, Palgrave Macmillan, 2009)[42]
- Irish Feminisms: Past, Present and Future (Dublin; Arlen Hse, 2015)[43]

### Capítulos
- “The Lady in the Tower - the political and military role of women in the 14th and 15th centuries”, en The Fragility of her Sex; Medieval Irish women in their European Context (Four Courts Press, 1995)[44]
- “Blood on the Walls: Gender, History and Writing the Armagh Women” en Irishwomen at War; The Twentieth Century (Irish Academic Press, 2010)[45]
- “Defending Catholic Ireland” en Anti-Gender Campaigns in Europe: Mobilizing against Equality (Rowan and Littlefield International, 2017)[46]
- “An Idea Has Gone Abroad that All the Women Were Against the Treaty”: Cumann na Saoirse and Pro-Treaty Women, 1922-23” en The Treaty: Debating and Establishing the Irish State (Irish Academic Press, 2018).[43]